# Nextgen Series
NextGen Series var en europeisk fotbollsturnering för unga spelare i U19-lag. Säsongen 2011/2012 var den första säsongen. Vinnare blev Inter som slog Ajax med 5-3 efter straffar. Under första säsongen var 16 lag med. Under den andra säsongen, 2012/2013, deltog 24 lag. Dock drabbades NextGen Series efter det av finansiella problem, varför först säsongen 2013/2014 och senare hela turneringen ställdes in.

## Bakgrund
Målet med turneringen var att ge Uefa Champions League-erfarenhet för unga spelare.
| ”                                       | Our purpose is to try and develop a Champions League player and it will expose them to that and replicate what that’s like at first-team level. We are confident the players will gain experience which will be vital to them in terms of the style of play and the travelling. We can also offer players the opportunity of playing against the likes of Barcelona and Man City on the big stage and in stadia. | „ |
| – Chris McCart Celtic FC Ungdomstränare | |   |

| ”                                  | We are in the NextGen competition as well which is a bit like the Champions League of the youth teams. That is interesting as well.I believe overall it is more exciting and what we want to create as well is an elite group of young boys who can play in the NextGen and be compared to what Arsenal will face tomorrow. Football of tomorrow will be played by this generation. | „ |
| – Arsène Wenger Tränare Arsenal FC | |   |

## TV-rättigheter
Eurosport hade tv-rättigheterna.

## Finaler
|           | Arena                     | Vinnare | Tvåa     | Resultat | Anmärkningar    |
| --------- | ------------------------- | ------- | -------- | -------- | --------------- |
| 2012/2013 |                           |         |          |          |                 |
| 2011/2012 | Matchroom Stadium, London | Inter   | AFC Ajax | 1–1      | 5-3 e. straffar |

|           | Arena                          | Trea         | Fyra                   | Resultat | Anmärkningar |
| --------- | ------------------------------ | ------------ | ---------------------- | -------- | ------------ |
| 2012/2013 |                                |              |                        |          |              |
| 2011/2012 | Cobham Training Centre, London | Liverpool FC | Olympique de Marseille | 2–0      |              |

## Topp 5 målgörarna

### 2011/2012
| Ranking | Namn              | Lag               | Mål |
| ------- | ----------------- | ----------------- | --- |
| 1       | Viktor Fischer    | Ajax              | 7   |
| 1       | Jean Marie Dongou | Barcelona         | 7   |
| 3       | Mushaga Bakenga   | Rosenborg         | 6   |
| 3       | Betinho           | Sporting Lissabon | 6   |
| 3       | Gary Gardner      | Aston Villa       | 6   |

## Deltagande lag

### Deltagande lag 2011/2012
| - AFC Ajax - Manchester City FC - Celtic FC - Liverpool FC - FC Basel - FC Barcelona - Aston Villa - Inter | - Fenerbahçe - Olympique de Marseille - Molde Fotballklubb - PSV Eindhoven - Rosenborg BK - Sporting Lissabon - VfL Wolfsburg - Tottenham Hotspur |  |

### Deltagande lag 2012/2013
| - Paris Saint-Germain FC - Arsenal FC - Olympiakos FC - RSC Anderlecht - Borussia Dortmund - AFC Ajax - Manchester City FC - Chelsea FC - Juventus FC - Celtic FC - CSKA Moskva - Liverpool FC - Athletic Bilbao | - Chelsea FC - FC Barcelona - Aston Villa - Inter - Fenerbahçe - Olympique de Marseille - Molde Fotballklubb - PSV Eindhoven - Rosenborg BK - Sporting Lissabon - VfL Wolfsburg - Tottenham Hotspur |  |